# Роман-Вина
Рома́н-Вина́ (бел. Раман-Віна) — деревня в составе Антоновского сельсовета Чаусского района Могилёвской области Республики Беларусь.

## Население
- 2010 год — 48 человек